# Port lotniczy Zagrzeb im. Franja Tuđmana
Port lotniczy Zagrzeb im. Franja Tuđmana (chorw. Zračna luka „Franjo Tuđman”, IATA: ZAG, ICAO: LDZA) – międzynarodowy port lotniczy położony 17 km na południowy wschód od Zagrzebia. Jest największym portem lotniczym Chorwacji.

## Historia
Pierwsze lotnisko w Zagrzebiu zostało zbudowane w 1909 roku w zachodniej dzielnicy miasta Črnomerec.
W 1927 Charles Lindbergh dokonał wyładunku na lotnisku Borongaj (na wschód od Zagrzebia) po udanym locie nad Oceanem Atlantyckim. Lotnisko obsługę ruchu pasażerskiego rozpoczęło w dniu 15 lutego 1928. 1 kwietnia 1947 usługi komercyjne zostały przeniesione na byłe lotnisko wojskowe w pobliżu miejscowości Lučko, na południowy zachód od miasta. W szczytowym okresie w 1959, Lučko obsługiwało 167 000 pasażerów.
20 kwietnia 1962 lotnisko zostało przeniesione do bieżącej lokalizacji w pobliżu dzielnicy Pleso na południowym wschodzie. Otwarto długi na 2 500 m pas startowy i terminal o powierzchni 1000 m².
Nowy terminal o powierzchni 5000 m² został zbudowany w 1966, jak również rozbudowana płyta postojowa. W 1974 pas startowy został przedłużony do 3250 m, a terminal powiększona do 12 000 m².
W 2004 na lotnisku zainstalowano system ILS III kategorii. Terminal VIP został ukończony w 2008 i znajduje się na południowy zachód od starego terminala, który również będzie odnowiony.

## Linie lotnicze i połączenia
| Linia lotnicza        | Kierunek |
| --------------------- | --- |
| Aegean Airlines       | 1. Ateny |
| Air France            | 1. Paryż-Charles de Gaulle |
| Air Serbia            | 1. Belgrad |
| Air Transat           | Sezonowo: 1. Toronto |
| Austrian Airlines     | 1. Wiedeń |
| British Airways       | 1. Londyn-Heathrow |
| Croatia Airlines      | 1. Amsterdam 2. Berlin (od 21 maja 2024) 3. Bruksela 4. Kopenhaga 5. Dubrownik 6. Frankfurt 7. Londyn-Heathrow 8. Mostar 9. Monachium 10. Paryż-Charles de Gaulle 11. Pula 12. Rzym-Fiumicino 13. Sarajewo 14. Skopje 15. Split 16. Sztokholm-Arlanda (od 10 czerwca 2024) 17. Tirana (od 14 czerwca 2024) 18. Wiedeń 19. Zadar 20. Zurych Sezonowo: 1. Ateny 2. Barcelona 3. Brač 4. Dublin 5. Tel Awiw |
| Eurowings             | 1. Düsseldorf 2. Kolonia/Bonn 3. Stuttgart |
| Flydubai              | 1. Dubaj |
| Iberia                | Sezonowo: 1. Madryt |
| KLM                   | 1. Amsterdam |
| LOT                   | 1. Warszawa |
| Lufthansa             | 1. Frankfurt 2. Monachium |
| Norwegian Air Shuttle | Sezonowo: 1. Kopenhaga |
| Qatar Airways         | 1. Doha |
| Ryanair               | 1. / Bazylea 2. Paryż-Beauvais 3. Mediolan-Bergamo 4. Bruksela-Charleroi 5. Dublin 6. Eindhoven 7. Frankfurt-Hahn 8. Göteborg 9. Karlsruhe/Baden-Baden 10. Lanzarote 11. Londyn-Stansted 12. Malaga 13. Malta 14. Memmingen 15. Neapol 16. Oslo-Torp 17. Pafos 18. Rzym-Fiumicino 19. Weeze Sezonowo: 1. Bratysława 2. Brindisi 3. Korfu 4. Kos 5. Malmö 6. Podgorica 7. Saloniki 8. Sofia               |
| Sun d'Or              | Sezonowo: 1. Tel Awiw |
| Trade Air             | 1. Osijek |
| Turkish Airlines      | 1. Stambuł |
| T'Way Air             | Sezonowo: 1. Seul (od 16 maja 2024) |

### Cargo
| Linia lotnicza | Kierunek                              |
| -------------- | ------------------------------------- |
| DHL Aviation   | 1. Lipsk                              |
| MNG Airlines   | 1. Paryż-Charles de Gaulle 2. Stambuł |

## Galeria

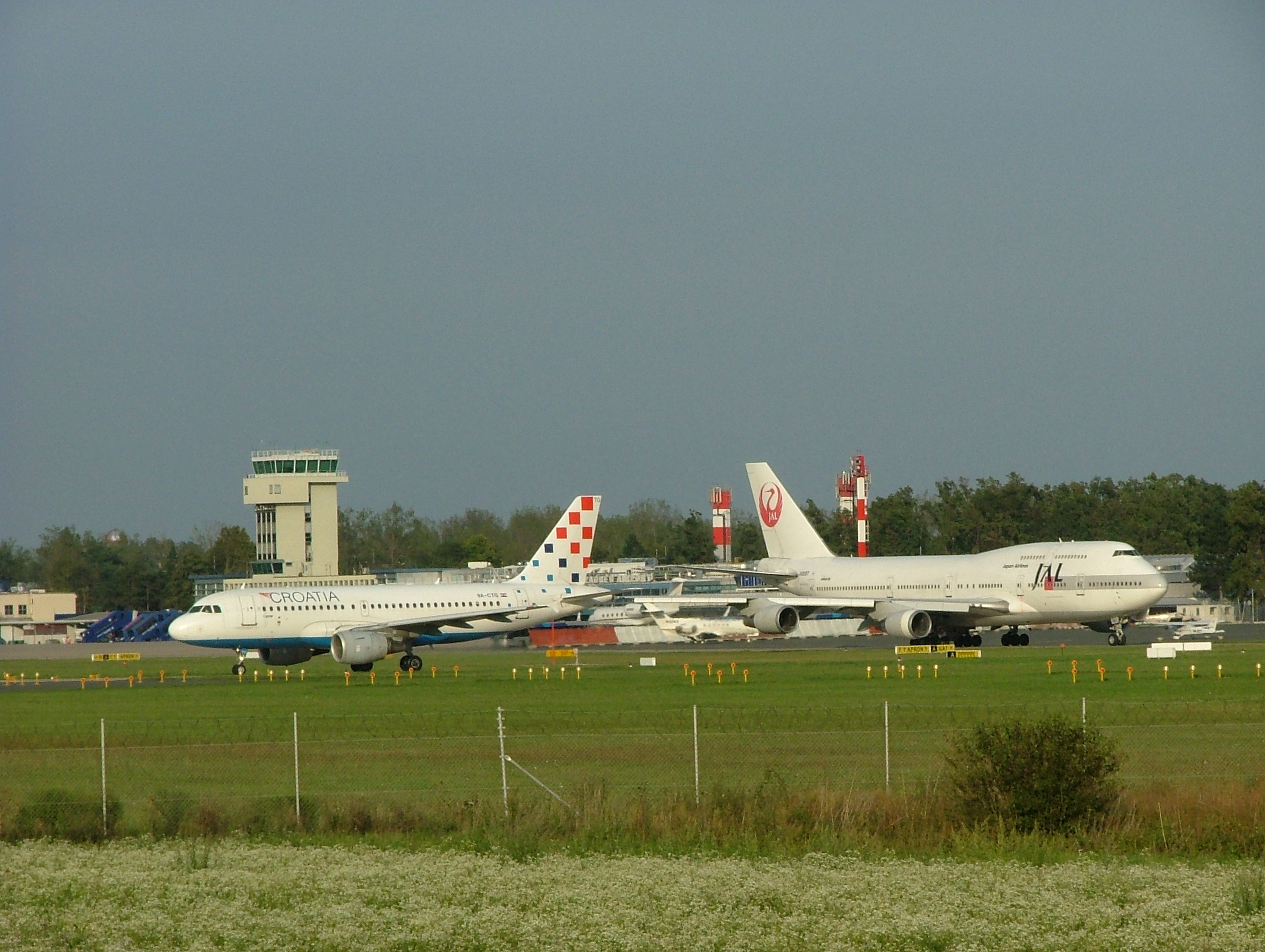
Boeing 747-400 Japan Airlines
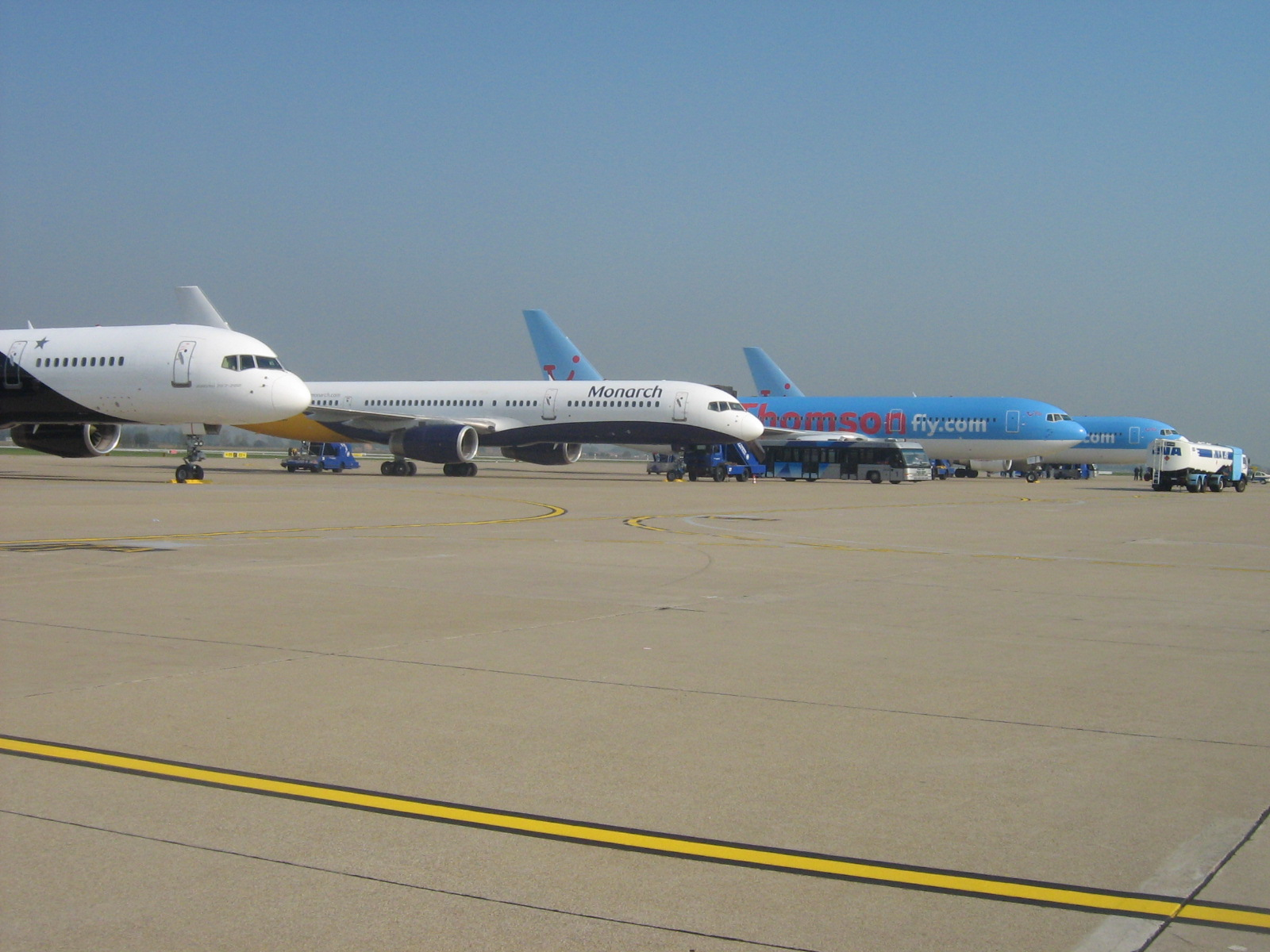
Ruch lotniczy na lotnisku
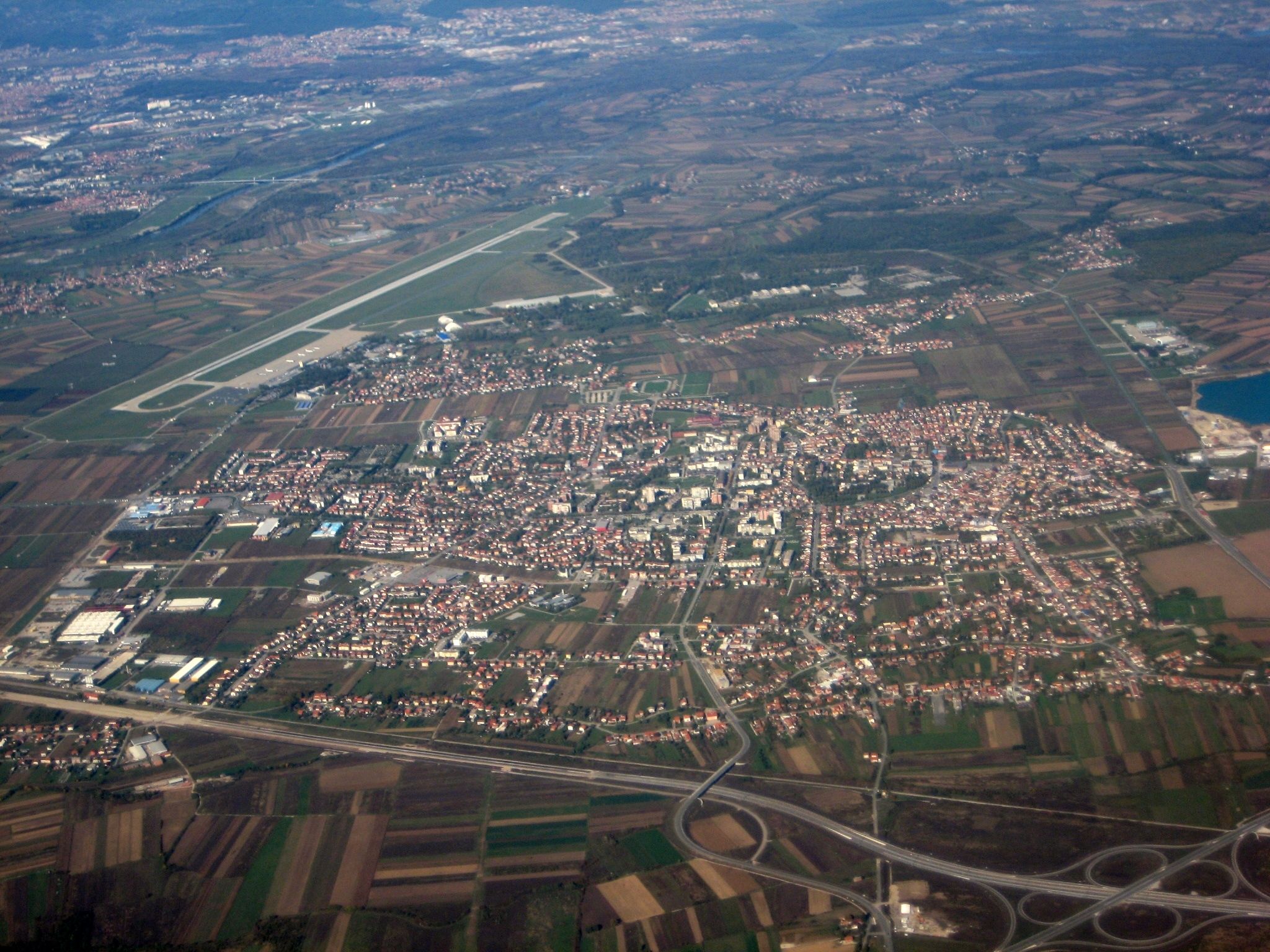
Widok na Velika Gorica z lotniskiem
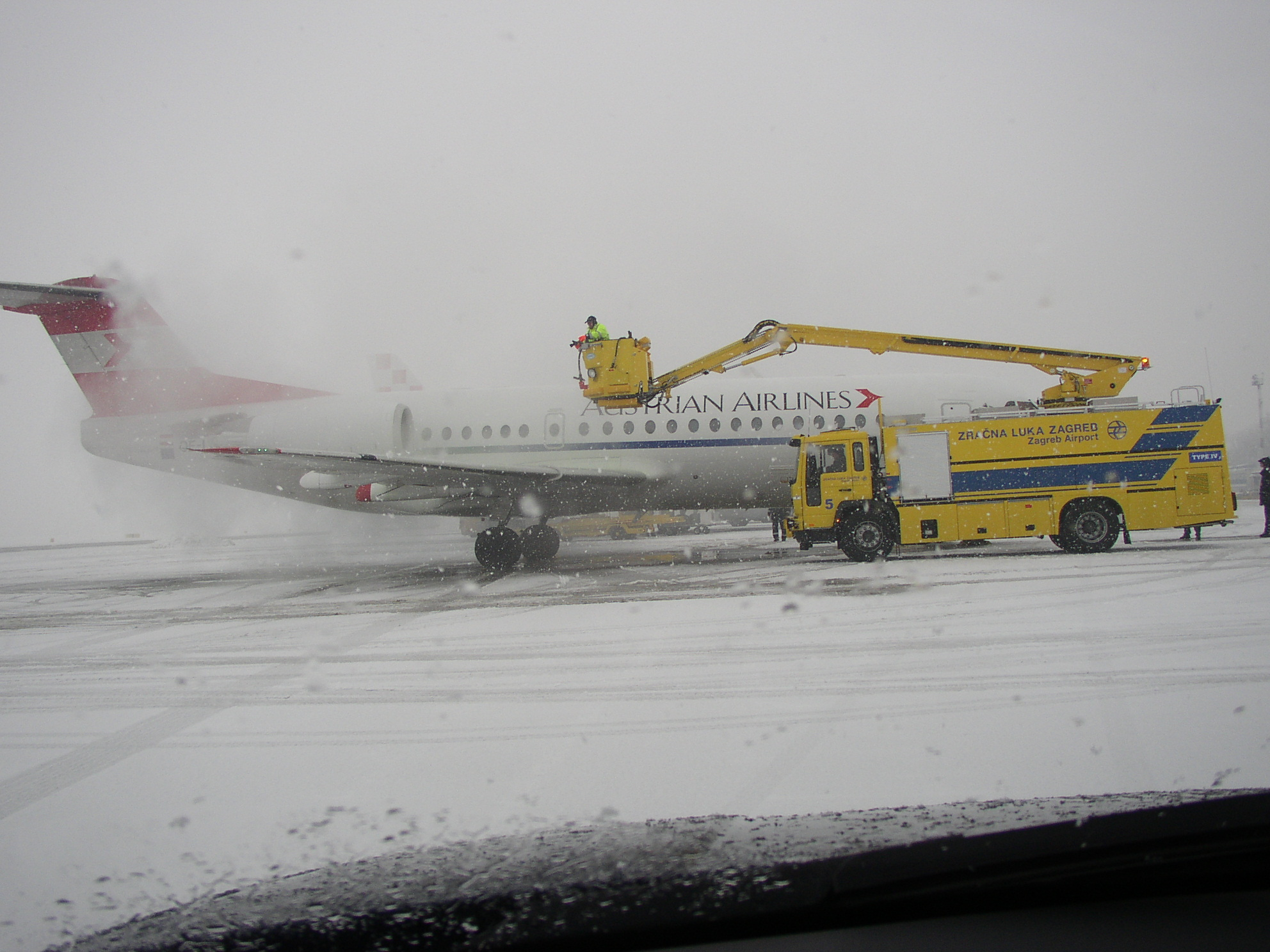
Odladzanie samolotu
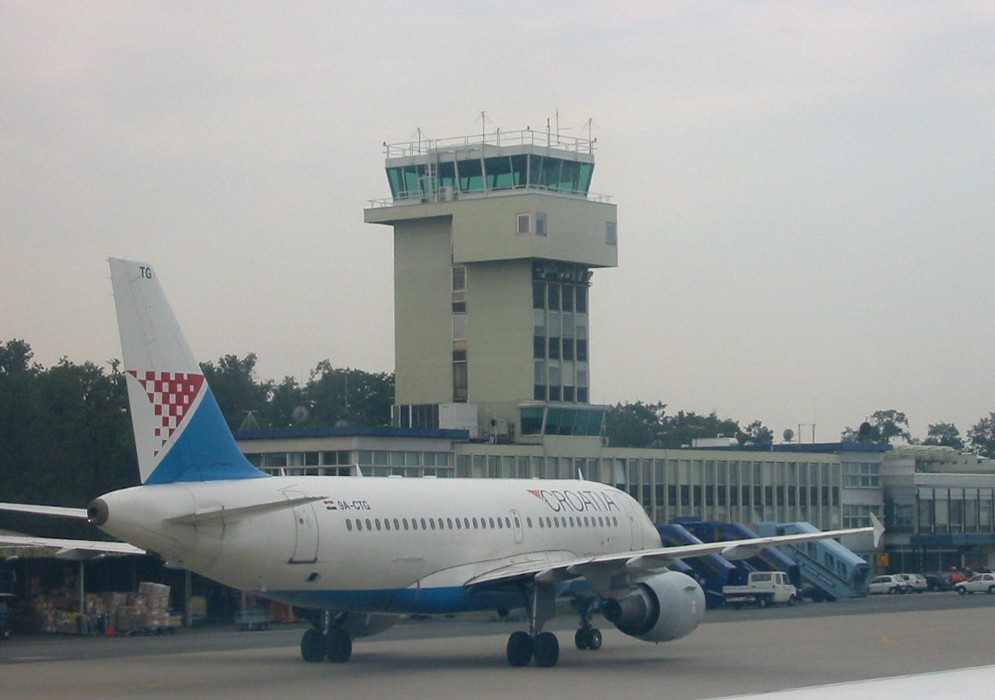
Stare zdjęcie saomoltu Croatia Airlines i wieży kontroli ruchu